# Danomyia pachyphallus
Danomyia pachyphallus là một loài ruồi trong họ Asilidae. Danomyia pachyphallus được Londt miêu tả năm 1993. Loài này phân bố ở vùng nhiệt đới châu Phi.